# San Silvestre de Albacete
La San Silvestre de Albacete es una carrera atlética de carácter popular, de 6,5 km de distancia, que se celebra en Albacete, España, cada 31 de diciembre, día de san Silvestre. En 2015 alcanzó más de 5000 participantes.

## Historia
La primera edición de la San Silvestre de Albacete se disputó en 2004 sobre un recorrido urbano de 6,5 km que congregó a cerca de 600 atletas en la línea de meta. El primer ganador fue el atleta madrileño Francisco Bachiller, con un tiempo de 19:41 minutos.

## Características
La San Silvestre de Albacete es la última carrera del año en la capital albaceteña. Son característicos los disfraces de muchos de sus participantes. La prueba comienza y termina en la avenida de España sobre un recorrido de 7 km que discurre por las principales calles del centro de la ciudad. Reciben trofeo los tres primeros clasificados en categoría masculina y femenina. Además, se premia el disfraz más original individual y colectivo. Existe otra prueba infantil para menores de 14 años que se disputa con anterioridad a la principal.